# Лаура (лижно-біатлонний комплекс)
Комплекс для змагань з лижних перегонів та біатлону «Лаура» — лижно-біатлонний комплекс в Адлерському районі Сочі.
Комплекс розміщений на хребті Псехако, недалеко від селища Красна Поляна. Відстань до центру Сочі — 90 км, до аеропорту Сочі — 60 км.
Комплекс «Лаура» складається із двох окремих стадіонів, є зони старту та фінішу, дві окремі системи трас для лижних перегонів та біатлону, а також стрільбища та зони підготовки до змагань.
Розташування трас перегонів відповідають вимогам міжнародних змагань. Для вільного й класичного стилю існує два кола по 5 км. За потреби ці кола можуть бути скорочені до 3,75 км, 3,3 км, 2,5 км, 1,5 км та 1,2 км.
Тут пройшли такі міжнародні змагання:
- Етап Кубка FIS із лижних перегонів (січень 2012 року);
- Етап Кубка Європи з біатлону (січень 2012 року);
- Етап Кубка світу з лижних перегонів (січень 2013 року);
- Етап Кубка світу з біатлону (4-10 березня 2013 року);
- Етап Кубка світу з лижних перегонів і біатлону для спортсменів з УОРА (березень 2013 року);
- Зимові Олімпійські ігри 2014.